# Джавера дел Монтело
Джа̀вера дел Монтѐло (на италиански: Giavera del Montello; на венециански: Jàvara, Явара) е градче и община в Северна Италия, провинция Тревизо, регион Венето. Разположено е на 78 m надморска височина. Населението на общината е 5211 души (към 2010 г.).